# Mehdi Marzouki (football)
Pour les articles homonymes, voir Marzouki et Mehdi Marzouki.
Mehdi Marzouki, né le 19 mai 1987 à Tunis, est un footballeur tunisien évoluant au poste de milieu défensif.
Il est appelé pour jouer au sein de l'équipe tunisienne qui dispute les éliminatoires du championnat d'Afrique des nations 2011.

## Clubs
- Avant 2010 : Club sportif de Hammam Lif ( Tunisie)
- 2010-2011 : Étoile sportive du Sahel ( Tunisie)
- 2011-2012 : Club sportif de Hammam Lif ( Tunisie)
- 2012-2012 : Avenir sportif de La Marsa ( Tunisie)
- 2013-2013 : El Gawafel sportives de Gafsa ( Tunisie)
- 2013-201.. : La Palme sportive de Tozeur ( Tunisie)